# Manio Valerio Massimo Messalla
Manio Valerio Massimo, detto Corvino Messalla (in latino Manius Valerius Maximus; Roma, ... – III secolo a.C.), fu console della Repubblica romana nel 263 a.C. con Manio Otacilio Crasso e censore nel 252 a.C. con Publio Sempronio Sofo.

## Biografia
Faceva parte della gens Valeria ed era figlio di Marco Valerio Massimo Corvino, console nel 312 e nel 289.
Durante la prima guerra punica, i consoli scesero in Sicilia al comando di due legioni ciascuno. I Fasti trionfali riportano che Messalla riportò delle grandi vittorie, conquistando 67 cittadine, tra cui Messina e Catania, e vincendo un'importante battaglia contro i cartaginesi ad Imera.
I siciliani, scontenti del governo dei cartaginesi e dei greci, non opposero resistenza all'arrivo dei romani. Inoltre Gerone II di Siracusa offrì la propria alleanza. Messalla accettò l'offerta del tiranno facendogli firmare un trattato di pace che però limitava la sovranità siracusana sulla Sicilia sud orientale.
Nonostante la coordinazione dei due consoli nelle operazioni, i contemporanei ascrissero a Messalla il principale merito dei successi riportati, concedendo a lui solo il trionfo «De Paeneis et Rege Siculorum Hierone» (Fasti).
Al suo ritorno a Roma, portò con sé la prima meridiana, presa a Catania, e la fece posizionare su una colonna nel Foro. Fece dipingere un affresco nella Curia Hostilia raffigurante la battaglia tenutasi ad Imera, opera considerata da Plinio come uno dei primi incoraggiamenti dell'arte pittorica a Roma.
Durante la sua censura degradò 400 equites.
Nel De brevitate vitae, Lucio Anneo Seneca spiega che l'agnomen Messalla viene dalla storpiatura di Messana, il nome della città che il console liberò nel corso della sua spedizione in Sicilia. Divenuto un cognomen contraddistinguerà la branca della gens Valeria discendente dal Messalla in questione per circa otto secoli.